# Jormasjärvi
Jormasjärvi är en sjö i Finland. Den ligger i kommunen Sotkamo i landskapet Kajanaland, i den centrala delen av landet, 500 km norr om huvudstaden Helsingfors. Jormasjärvi ligger 144,9 meter över havet. Den är 28 meter djup. Arean är 20,47 kvadratkilometer och strandlinjen är 69,82 kilometer lång. Sjön  ingår i Uleälvens huvudavrinningsområde.   I omgivningarna runt Jormasjärvi växer i huvudsak blandskog. Den sträcker sig 10,6 kilometer i nord-sydlig riktning, och 4,7 kilometer i öst-västlig riktning.
I övrigt finns följande i Jormasjärvi:
- Nuottisaari (en ö)
- Kerttusaari (en ö)
- Sammalsaari (en ö)
- Piippusaari (en ö)
- Ketrisaari (en ö)
- Autiosaari (en ö)
- Aittonen (en ö)
- Huutosaaret (en ö)
- Mulkkusaaret (en ö)
- Sääskinen (en ö)
- Kirkkonen (en ö)
- Talassaari (en ö)
- Iso-Para (en ö)
- Ruunasaari (en ö)
- Juutisenniemi (en ö)
- Honkinen (en ö)
- Iso-Kohvori (en ö)
- Iso-Möykky (en ö)
- Kalliosaari (en ö)
- Kokkosaari (en ö)
- Pieni-Möykky (en ö)
- Siponparta (en ö)
- Lamponen (en ö)
- Kampsu (en ö)
- Pieni-Kohvori (en ö)
- Koirasaari (en ö)
- Kuikkasaari (en ö)

I övrigt finns följande vid Jormasjärvi:
- Eevalanmäki (en kulle)
- Mustinjoki (ett vattendrag)
- Nurkkala (en skog)
- Ruunasuo (en skog)
- Talvijoki (ett vattendrag)